# Copa Bolivia de Fútbol
La Copa Bolivia es la copa nacional de fútbol de Bolivia, contempla la participación de los clubes de la Primera División y en ocasiones clubes de las ligas regionales(2022). El certamen otorga al ganador un cupo directo a la Copa Libertadores de América como Bolivia 3 y el subcampeón clasifica a la Copa Sudamericana como Bolivia 4.

## Historia
El torneo inició el 21 de abril en su fase regional (con algunas asociaciones teniendo sus preclasificatorios) con sus tres fases eliminatorias por cada asociación y en su fase nacional, la fecha planificada era el 27 de julio.
Una vez terminada la fase previa departamental, se disponía a que se entrará en el sorteo el 20 de julio. Sin embargo, en una reunión que se sostuvo entre los dirigentes de las asociaciones de los distintos departamentos y los de la primera división, el 15 de julio. Se pidió la postergación del inicio de la fase nacional, ya que gran parte equipos de asociación no contaban con la documentación necesaria, además de que solo 4 de los 16 contaban con personería jurídica.
La decisión de los dirigentes de los clubes de primera división, de forma unánime, fue la de cancelar el torneo debido al calendario tan justo que tenían. Por lo que, días después la FBF ratificó la cancelación del torneo a nivel nacional.

## Ediciones
| N.º | Temporada | Campeón   | Subcampeón |
| --- | --------- | --------- | ---------- |
| 1   | 2022      | Cancelada | Cancelada  |

## Rondas preliminares y clasificatorias
Para el proceso de clasificación véase Fases preliminares y clasificatorias 2022.
En la ronda preliminar, participaron 28 equipos de los departamentos de La Paz y Cochabamba, se enfrentaron en llaves ida y vuelta donde los ganadores avanzaron a la siguiente ronda y en la ruta paceña el mejor perdedor también avanzó, los cruces se establecieron por sorteo.
Posteriormente un total de 50 equipos disputaron las fases internas departamentales: 35 equipos que ingresaron en esta ronda y 15 ganadores de la ronda preliminar. Fueron tres fases las establecidas para avanzar hasta la fase nacional. Los cruces fueron en llaves de ida y vuelta, a partido único y mediante fase de grupos por parte de Oruro, los ganadores avanzaron a la siguiente ronda. Un total de 32 equipos participaron en la segunda ronda de clasificación, los cruces fueron en llaves a doble partido y a partido único. La tercera ronda de clasificación correspondió a cada final departamental, en total nueve asociaciones tomaron parte de esta fase. Un total de 18 equipos participaron en la tercera ronda de clasificación. los cruces fueron en llaves a doble partido, en el caso de Santa Cruz y Beni, y en el resto de asociaciones a partido único. Los ganadores de las nueve rutas clasificaron a la fase nacional de la Copa Bolivia 2022.

## Fase nacional

### Sorteo de emparejamientos
La fase nacional de la Copa Bolivia incluiría a los 16 equipos de la División Profesional como cabezas de serie, que se enfrentarían mediante un sorteo de llaves a otros 16 equipos de la División Aficionados (7 equipos provenientes de los cuartos de final de la Copa Simón Bolívar 2021 y otros 9 clubes provenientes de las anteriores tres fase internas departamentales). El sorteo estuvo planeado de llevarse a cabo el día 20 de julio, posteriormente fue cancelado.
| Cabezas de serie | A sortear |
| --- | --- |
| - Always Ready - Atlético Palmaflor - Aurora - Blooming - Bolívar - Guabirá - Independiente Petrolero - Nacional Potosí - Oriente Petrolero - Real Santa Cruz - Real Tomayapo - Royal Pari - The Strongest - Universitario de Sucre - Universitario de Vinto - Wilstermann | - 24 de Septiembre - 3 de Febrero F. C. - Atlético Sucre - Deportivo FATIC - Empresa Minera Huanuni - Enrique Happ - García Agreda - Nueva Santa Cruz - Olimpia Petrolero - Real Potosí - RVD San Lorenzo - San Antonio Bulo Bulo - SUR-CAR - Torre Fuerte - Vaca Díez - Wilstermann Cooperativas |

## Cancelación
Una vez terminada la fase previa departamental, se disponía a que se entrará en el sorteo el 20 de julio. Sin embargo, en una reunión que se sostuvo entre los dirigentes de las asociaciones de los distintos departamentos y los de la primera división, el 15 de julio. Se pidió la postergación del inicio de la fase nacional, ya que gran parte equipos de asociación no contaban con la documentación necesaria, además de que solo 4 de los 16 contaban con personería jurídica.
La decisión de los dirigentes de los clubes de primera división, de forma unánime, fue la de cancelar el torneo debido al calendario tan justo que tenían. Por lo que, días después la FBF ratificó la cancelación del torneo a nivel nacional. Se intentó llegar a un acuerdo, para que los clubes de asociación puedan jugar la copa bajo un nuevo formato, con premios distintos a los que se tenía desde un principio. El premio económico que se tenía que otorgar al campeón de esta copa, $500 000, fue entregado al campeón del Torneo Apertura siguiendo las pautas de la Conmebol.